# Eleven kór
Az Eleven kór (eredeti cím: Malignant) 2021-ben bemutatott amerikai horror-thriller, amelyet James Wan rendezett Akela Cooper forgatókönyvéből, Wan, Ingrid Bisu és Cooper eredeti története alapján. A főszerepben Annabelle Wallis, Maddie Hasson, George Young és Michole Briana White látható.
A filmet az Amerikai Egyesült Államokban 2021. szeptember 10-én mutatta be a Warner Bros., míg Magyarországon egy héttel hamarabb szinkronizálva, szeptember 2-án az InterCom Zrt.. Általánosságban vegyes értékeléseket kapott a kritikusoktól, akik "vagy kínosan átlagosnak, vagy véresen zseniálisnak" találták.
A főszereplő utazást tesz saját elméjében és emlékeiben, hogy megpróbáljon megbirkózni a látomásaival, amelyekben folyamatosan brutális gyilkosságokat lát, miközben azok valós időben megtörténnek.

## Cselekmény
1993-ban Dr. Florence Weaver és kollégái, Victor Fields és John Gregory egy Gabriel nevű pszichiátriai beteget kezelnek a Simion Gyógyintézetben. Gabriel különleges képességekkel rendelkezik; irányítani tudja az elektromosságot és hangszórókon keresztül sugározza gondolatait. Egy éjszaka Gabriel erőszakossá válik, és megöli az intézmény személyzetének nagy részét.
Huszonnyolc évvel később Madison Lake, a Seattle-ben élő várandós nő hazatér férjéhez, Derek Mitchellhez, miután terhessége miatt rosszul érzi magát a munkahelyén. Egy vita során Derek a falhoz veri Madison fejét, aki ezt követően bezárkózik a hálószobába és elalszik. Madison, ahogy felébred, Dereket holtan találja, miután álmában egy férfi lépett be a házukba, és erőszakosan megölte őt. A gyilkos, mivel még mindig a házban van, megtámadja Madisont is, aki végül elveszti eszméletét.
Másnap reggel Madison a kórházban ébred, és húga, Sydney köfzli vele, hogy a születendő gyermeke nem élte túl a támadást. Miután Kekoa Shaw rendőrnyomozó és társa, Regina Moss kihallgatja, Madison hazatér. Ugyanebben az órában Gabriel elrabol egy nőt, aki a Seattle-i földalatti turnét vezeti. Madison újabb álmot lát arról, hogy Gabriel meggyilkolja Weavert.
A nyomozás során Shaw és Moss felfedeznek egy fényképet, amelyen Madison gyermekkorában látható Weaver házában, és megtudják, hogy a nő gyermekplasztikai sebészetre specializálódott. Madison és a nővére a rendőrséghez fordul, miután végignézték, ahogy Gabriel meggyilkolja Fields doktort. Gabriel kapcsolatba lép Madisonnal, aminek hatására a lánynak eszébe jut a múltja. Ő és a nővére meglátogatják anyjukat, Jeanne-t, hogy többet tudjanak meg. Madison rájön, hogy Gabriel nem a képzeletbeli barátja volt, hanem létező személy, akivel gyerekkorában beszélgetett. Shaw összefüggést talál az orvosok és Madison között, ami elvezeti őt Gregory holttestének megtalálásához.
A nyomozók egy pszichiátriai hipnoterapeuta segítségét veszik igénybe, remélve, hogy felszabadítják Madison emlékeit. Madison felidézi, hogy a születési neve Emily May, és hogy Gabriel azt akarta, hogy megölje a meg nem született húgát. Közel állt hozzá, hogy megtegye, de képes volt megállni. A rendőrség letartóztatja Madisont, amikor az elrabolt nő lezuhan az otthona padlásáról, és kiderül, hogy Gabriel a házában lakott. Később fény derül arra, hogy a nő Serena May, Madison szülőanyja. Sydney ellátogat az immár lezárt Simion kórházba, és kiderül, hogy Gabriel Emily ikertestvére, aki a testében él, mint egy "teratoma" extrém változata, aki ugyanazt az agyat használja, mint Emily. Weaver megműtötte Emilyt, hogy kivágja az élősködő daganatot, és visszavarrja Gabrielt az agyába. Gyermekkorában aludt, de felébredt, amikor Derek beverte a fejét a falba.
Gabriel a zárkában lévő rabtársai által provokálva átveszi az irányítást Madison teste felett, emberfeletti erővel és mozgékonysággal lemészárolja őket és szinte az egész őrsöt, végül ruhájával és fegyverével távozik. Sydney és Shaw elfogja őt a kórházban, ahová Serenát szállították. Shaw-t súlyosan megsebesíti Gabriel, Sydney-t pedig a falhoz szorítja egy hozzádobott kórházi ágy. Sydney tájékoztatja Madisont, hogy Gabriel az oka a vetéléseinek (3x vetélt el), mert a magzatokból táplálkozott. A kinyilatkoztatáson feldühödve Madison felébred, és visszaszerzi az irányítást a teste felett. Egy fekete tudatvilágba transzportálják magukat, Madison a hitetlenkedő Gabrielt rács mögé zárja, mondván, hogy mostantól ő irányít, és Gabriel ereje innentől kezdve az övé.
Miközben Madison elhagyja Gabrielt, hogy a tudatvilágban pusztuljon, a férfi megerősíti, hogy egy nap visszatér. Madison azt válaszolja, készen fog állni rá, amikor visszatér, és otthagyja a gondolatvilágot. Visszatérve a kórházba és teljes mértékben uralva a testét, Madison felemeli a kórházi ágyat, és újonnan szerzett emberfeletti erejével kiszabadítja Sydneyt. A páros megöleli egymást, miközben Madison megerősíti, hogy bár örökbe fogadták, és nem állnak vérrokonságban, ő végig a nővére volt, és büszke arra, hogy az lehet. Miközben ők ketten ölelkeznek, a szoba sarkában enyhén villogni kezd egy villanykörte.

## Szereplők
| Szerep                                     | Színész              | Magyar hang     |
| ------------------------------------------ | -------------------- | --------------- |
| Emily May / Madison "Maddie" Lake-Mitchell | Annabelle Wallis     | Zsigmond Tamara |
| Sydney Lake                                | Maddie Hasson        | Gáspár Kata     |
| Kekoa Shaw nyomozó                         | George Young         | Fehér Tibor     |
| Regina Moss nyomozó                        | Michole Briana White | Peller Anna     |
| Dr. Florence Weaver                        | Jacqueline McKenzie  | Kovács Nóra     |
| Derek Mitchell                             | Jake Abel            | Szabó Máté      |
| Winnie                                     | Ingrid Bisu          | Csifó Dorina    |
| Frank Lake                                 | Andy Bean            | Makranczi Zalán |
| Dr. Victor Fields                          | Christian Clemenson  | Forgács Gábor   |
| Scorpion                                   | Zoë Bell             | Kokas Piroska   |

## A film készítése
2019 júliusában jelentették be, hogy James Wan rendezi a filmet a New Line Cinema égisze alatt Akela Cooper és J.T. Petty forgatókönyve alapján.
2019 augusztusában Annabelle Wallis, George Young és Jake Abel is szerepet kapott a filmben. 2019 szeptemberében Maddie Hasson, Michole Briana White és Jacqueline McKenzie csatlakozott a film szereplőgárdájához. Mckenna Grace 2020 márciusában csatlakozott a stábhoz.
A forgatás 2019. szeptember 24-én kezdődött Los Angelesben, és 2019. december 8-án fejeződött be.

## Megjelenés
Az Eleven kórt 2021. szeptember 10-én került az Amerikai Egyesült Államok mozijaiba a Warner Bros. Pictures forgalmazásában, és a New Line Cinema égisze alatt. Eredetileg 2020. augusztus 14-én került volna a mozikba, de a COVID-19 világjárvány miatt a filmet 2020 márciusában törölték a bemutatótervből. A Warner Bros. az összes 2021-es filmjével kapcsolatos terveinek részeként a filmet egy hónapig egyidejűleg az HBO Max szolgáltatásán is streamelni fogják, majd a filmet a normál otthoni média megjelenési időszakáig eltávolítják.

## Fordítás
- Ez a szócikk részben vagy egészben  a   Malignant (2021 film) című angol Wikipédia-szócikk fordításán alapul.  Az eredeti cikk szerkesztőit annak laptörténete sorolja fel. Ez a jelzés csupán a megfogalmazás eredetét és a szerzői jogokat jelzi, nem szolgál a cikkben szereplő információk forrásmegjelöléseként.